# Friedrich Bayer (Politiker, 1883)
Friedrich Bayer (* 21. November 1883 in Waldenburg, Provinz Schlesien; † 2. Juni 1955 in München) war ein deutscher Politiker (DVP).

## Leben
Nach dem Volksschulabschluss absolvierte Friedrich Bayer eine dreijährige Malerlehre, die er mit der Gehilfenprüfung abschloss. Er arbeitete zwei Jahre als Gehilfe, war fünf Jahre lang Geschäftsführer und machte sich nach bestandener Meisterprüfung im Januar 1909 selbständig. 1908 und 1912 besuchte er zwei Meisterkurse an der Kunst- und Gewerbeschule in Breslau. Ab 1916 war er Obermeister der Waldenburger Malerinnung.
Neben seiner beruflichen Tätigkeit war er Gemeinderats- und Kirchenratsmitglied, Mitglied im Verwaltungsrat der städtischen Fortbildungsschulen Waldenburg und Erster Vorsitzender des Vereins selbständiger Handwerker im Landkreis Waldenburg.
Bayer trat während der Zeit der Weimarer Republik in die Deutsche Volkspartei (DVP) ein, für die er von 1921 bis 1933 als Abgeordneter dem Preußischen Landtag angehörte.